# Domenico Galaverna
Domenico Galaverna (Parma, 25 febbraio 1825 – Collecchio, 31 agosto 1903) è stato un poeta, scrittore e tipografo italiano.
È considerato il maggior poeta in dialetto parmigiano dell'Ottocento.

## Biografia
A Collecchio gli è intitolata una scuola ed a Parma una via dell'Oltretorrente, nei pressi di piazzale Inzani.